# Matilda (Trinidad y Tobago)
Matilda es una localidad de Trinidad y Tobago, que forma parte de la región de Princes Town.

## Geografía
La localidad abarca parte de la isla Trinidad y limita al norte con St. Julien, al sur con Indian Walk, al este con Petit Café e Indian Walk y al oeste con Broomage.

## Demografía
Datos demográficos de la localidad de Matilda:
| Gráfica de evolución demográfica de Matilda entre 2000 y 2011 |
|                                                               |